# Вашова, Мария (актриса)
Мария Ва́шова (чеш. Marie Vášová; 16 мая 1911, Прага, Австро-Венгрия — 6 августа 1984, Прага, ЧССР) — чешская и чехословацкая актриса

 театра и кино. Заслуженная артистка Чехословакии. Лауреат Государственной премии Чехословакии (1947 и 1962).

## Биография
Окончила бизнес-школу в Праге. Брала уроки актёрского мастерства у Марии Пачовой. В 1932—1933 годах выступала в театральной труппе актёра Роденова, в 1933—1934 годах — в Оломоуце, в 1934—1935 годах играла в театре Ческе-Будеёвице, в 1935—1940 годах служила в Государственном театре в Остраве. С 1940 года выступала на сцене Национальный театр в Праге. Затем с 1941 по 1944 год — в Театре Урания. С 1945 года — актриса Национального театра в Праге, где работала до смерти в 1984 г.
Кроме театральной деятельности, снималась в кино. С 1943 года сыграла в около 70 кино- и телефильмах.

## Избранная фильмография
- 1976 — Освобождение Праги — Франя Земинова
- 1972 — Игрок — эпизод (нет в титрах)
- 1967 — Кого-то я застрелил — графиня
- 1966 — Хрустальная ночь
- 1964 — Происшествие в поезде — Лида
- 1961 — Лабиринт сердца — Анна Коцианова
- 1960 — Высший принцип — Ришанкова, мать Властимила
- 1960 — Весенний воздух — Анна Стиборова, мать
- 1959 — Такая любовь
- 1958 — Пятое колесо в телеге
- 1957 — Школа отцов — Яноухова
- 1957 — Вторая жена
- 1957 — Против всех — жена пекаря Йоха
- 1956 — Адвент
- 1955 — Ян Жижка — жена Ондржея Йоха
- 1954 — Комедианты
- 1954 — Ботострой — Эльза
- 1953 — Предупреждение — жена Ондры
- 1952 — Наступление — Эльза Магер
- 1951 — Пекарь императора — Император пекарей — графиня Страдова, любовница императора
- 1948 — Совесть — Здена Долежалова
- 1948 — Немая баррикада — Недведова
- 1947 — Скрипка и мечта
- 1947 — Сирена — Гудцова

## Награды
- 1947 — Государственная премия Чехословакии
- 1958 — медаль «За выдающиеся успехи»
- 1960 — Заслуженный член коллектива Национального театра в Праге
- 1961 — Заслуженная артистка ЧССР
- 1962 — Государственная премия Чехословакии